# Pulvinaria tuberculata
Pulvinaria tuberculata är en insektsart som först beskrevs av Bouche 1834.  Pulvinaria tuberculata ingår i släktet Pulvinaria och familjen skålsköldlöss. Inga underarter finns listade i Catalogue of Life.